# نی کلید
نی کلید (به انگلیسی: Reed switch) گونه‌ای کلید است که با اعمال میدان مغناطیسی عمل می‌کند. این کلید در سال ۱۹۳۶ در آزمایشگاه‌های بل توسط والتر الوود اختراع شد.